# Ster ZLM Toer 2013
La 27e édition du Ster ZLM Toer a lieu du 12 au 16 juin 2013. L'épreuve fait partie de l'UCI Europe Tour, dans la catégorie 2.1.

## Présentation

### Équipes
Classé en catégorie 2.1 de l'UCI Europe Tour, le Ster ZLM Toer est par conséquent ouvert aux UCI ProTeams dans la limite de 50 % des équipes participantes, aux équipes continentales professionnelles, aux équipes continentales allemandes et à une équipe nationale néerlandaise.
| Nom de l'équipe         | Pays       | Code |
| ----------------------- | ---------- | ---- |
| Argos-Shimano           | Pays-Bas   | ARG  |
| Blanco                  | Pays-Bas   | BLA  |
| BMC Racing              | États-Unis | BMC  |
| Garmin-Shap             | États-Unis | GRS  |
| Lotto-Belisol           | Belgique   | LTB  |
| Omega Pharma-Quick Step | Belgique   | OPQ  |
| Saxo-Tinkoff            | Danemark   | TST  |
| Vacansoleil-DCM         | Pays-Bas   | VCD  |

| Nom de l'équipe       | Pays     | Code |
| --------------------- | -------- | ---- |
| De Rijke-Shanks       | Pays-Bas | RIJ  |
| Jo Piels              | Pays-Bas | CJP  |
| Koga                  | Pays-Bas | KOG  |
| Metec-TKH Continental | Pays-Bas | MET  |
| Telenet-Fidea         | Belgique | FID  |

| Nom de l'équipe             | Pays      | Code |
| --------------------------- | --------- | ---- |
| CCC Polsat Polkowice        | Pologne   | CCC  |
| Crelan-Euphony              | Belgique  | CRE  |
| NetApp-Endura               | Allemagne | TNE  |
| RusVelo                     | Russie    | RVL  |
| Topsport Vlaanderen-Baloise | Belgique  | TSV  |

## Étapes
| Étape     | Date    | Villes étapes         |  | Distance (km) | Vainqueur d’étape | Leader du classement général |
| --------- | ------- | --------------------- |  | ------------- | ----------------- | ---------------------------- |
| 1re étape | 12 juin | Goes - Goes           |  | 8             | Robert Wagner     | Robert Wagner                |
| 2e étape  | 13 juin | Breda - Breda         |  | 175,7         | Theo Bos          | Robert Wagner                |
| 3e étape  | 14 juin | Buchten - Buchten     |  | 188,3         | Marcel Kittel     | Marcel Kittel                |
| 4e étape  | 15 juin | Verviers - La Gileppe |  | 186           | Lars Boom         | Lars Boom                    |
| 5e étape  | 16 juin | Gerwen - Boxtel       |  | 176,2         | Pim Ligthart      | Lars Boom                    |

## Déroulement de la course

### 1reétape
|    | Coureur           | Équipe                  |    | Temps      |
| -- | ----------------- | ----------------------- | -- | ---------- |
| 1  | Robert Wagner     | Blanco                  | en | 9 min 40 s |
| 2  | Lars Boom         | Blanco                  | +  | 2 s        |
| 3  | Tobias Ludvigsson | Argos-Shimano           |    | 3 s        |
| 4  | Marcel Kittel     | Argos-Shimano           |    | 4 s        |
| 5  | Andrew Fenn       | Omega Pharma-Quick Step |    | 6 s        |
| 6  | Dries Devenyns    | Omega Pharma-Quick Step |    | 8 s        |
| 7  | Alexander Serov   | RusVelo                 |    | 10 s       |
| 8  | Michał Gołaś      | Omega Pharma-Quick Step |    | 11 s       |
| 9  | Markus Eichler    | NetApp-Endura           |    | 11 s       |
| 10 | André Greipel     | Lotto-Belisol           |    | 13 s       |

|    | Coureur           | Équipe                  |    | Temps      |
| -- | ----------------- | ----------------------- | -- | ---------- |
| 1  | Robert Wagner     | Blanco                  | en | 9 min 40 s |
| 2  | Lars Boom         | Blanco                  | +  | 2 s        |
| 3  | Tobias Ludvigsson | Argos-Shimano           |    | 3 s        |
| 4  | Marcel Kittel     | Argos-Shimano           |    | 4 s        |
| 5  | Andrew Fenn       | Omega Pharma-Quick Step |    | 6 s        |
| 6  | Dries Devenyns    | Omega Pharma-Quick Step |    | 8 s        |
| 7  | Alexander Serov   | RusVelo                 |    | 10 s       |
| 8  | Michał Gołaś      | Omega Pharma-Quick Step |    | 11 s       |
| 9  | Markus Eichler    | NetApp-Endura           |    | 11 s       |
| 10 | André Greipel     | Lotto-Belisol           |    | 13 s       |

### 2eétape
|    | Coureur           | Équipe                  |    | Temps           |
| -- | ----------------- | ----------------------- | -- | --------------- |
| 1  | Theo Bos          | Blanco                  | en | 3 h 53 min 40 s |
| 2  | André Greipel     | Lotto-Belisol           | +  | m.t             |
| 3  | Mark Cavendish    | Omega Pharma-Quick Step |    | m.t             |
| 4  | Blaž Jarc         | NetApp-Endura           |    | m.t             |
| 5  | Marcel Kittel     | Argos-Shimano           |    | m.t             |
| 6  | Raymond Kreder    | Garmin-Sharp            |    | m.t             |
| 7  | Gregory Henderson | Lotto-Belisol           |    | m.t             |
| 8  | Danilo Wyss       | BMC Racing              |    | m.t             |
| 9  | Tom Veelers       | Argos-Shimano           |    | m.t             |
| 10 | Jetse Bol         | Blanco                  |    | m.t             |

|    | Coureur        | Équipe                  |    | Temps           |
| -- | -------------- | ----------------------- | -- | --------------- |
| 1  | Robert Wagner  | Blanco                  | en | 4 h 03 min 20 s |
| 2  | Lars Boom      | Blanco                  | +  | 2 s             |
| 3  | Marcel Kittel  | Argos-Shimano           |    | 4 s             |
| 4  | Andrew Fenn    | Omega Pharma-Quick Step |    | 6 s             |
| 5  | André Greipel  | Lotto-Belisol           |    | 7 s             |
| 6  | Michał Gołaś   | Omega Pharma-Quick Step |    | 11 s            |
| 7  | Marcel Sieberg | Lotto-Belisol           |    | 13 s            |
| 8  | Mark Cavendish | Omega Pharma-Quick Step |    | 14 s            |
| 9  | Thomas Dekker  | Garmin-Sharp            |    | 21 s            |
| 10 | Jetse Bol      | Blanco                  |    | 23 s            |

### 3eétape
|    | Coureur             | Équipe                      |    | Temps           |
| -- | ------------------- | --------------------------- | -- | --------------- |
| 1  | Marcel Kittel       | Argos-Shimano               | en | 4 h 33 min 06 s |
| 2  | André Greipel       | Lotto-Belisol               | +  | m.t             |
| 3  | Mark Cavendish      | Omega Pharma-Quick Step     |    | m.t             |
| 4  | Theo Bos            | Blanco                      |    | m.t             |
| 5  | Kenny van Hummel    | Vacansoleil-DCM             |    | m.t             |
| 6  | Lars Boom           | Blanco                      |    | m.t             |
| 7  | Raymond Kreder      | Garmin-Shap                 |    | m.t             |
| 8  | Tom Van Asbroeck    | Topsport Vlaanderen-Baloise |    | m.t             |
| 9  | Steele Von Hoff     | Garmin-Shap                 |    | m.t             |
| 10 | Michael van Staeyen | Topsport Vlaanderen-Baloise |    | m.t             |

|    | Coureur            | Équipe                  |    | Temps           |
| -- | ------------------ | ----------------------- | -- | --------------- |
| 1  | Marcel Kittel      | Argos-Shimano           | en | 8 h 36 min 30 s |
| 2  | Robert Wagner      | Blanco                  | +  | 6 s             |
| 3  | Lars Boom          | Blanco                  |    | 7 s             |
| 4  | André Greipel      | Lotto-Belisol           |    | 7 s             |
| 5  | Mark Cavendish     | Omega Pharma-Quick Step |    | 16 s            |
| 6  | Michał Gołaś       | Omega Pharma-Quick Step |    | 17 s            |
| 7  | Marcel Sieberg     | Lotto-Belisol           |    | 19 s            |
| 8  | Maurits Lammertink | Vacansoleil-DCM         |    | 30 s            |
| 9  | Andrew Fenn        | Omega Pharma-Quick Step |    | 31 s            |
| 10 | Thomas Dekker      | Garmin-Shap             |    | 34 s            |

### 4eétape
|    | Coureur            | Équipe                  |    | Temps           |
| -- | ------------------ | ----------------------- | -- | --------------- |
| 1  | Lars Boom          | Blanco                  | en | 4 h 42 min 51 s |
| 2  | Davide Rebellin    | CCC Polsat Polkowice    | +  | 3 s             |
| 3  | Maurits Lammertink | Vacansoleil-DCM         |    | 3 s             |
| 4  | Roman Maikin       | RusVelo                 |    | 6 s             |
| 5  | Michał Gołaś       | Omega Pharma-Quick Step |    | 6 s             |
| 6  | André Greipel      | Lotto-Belisol           |    | 6 s             |
| 7  | Maxime Vantomme    | Crelan-Euphony          |    | 6 s             |
| 8  | Mark Cavendish     | Omega Pharma-Quick Step |    | 6 s             |
| 9  | Danilo Wyss        | BMC Racing              |    | 6 s             |
| 10 | Thomas Dekker      | Garmin-Shap             |    | 6 s             |

|    | Coureur            | Équipe                  |    | Temps            |
| -- | ------------------ | ----------------------- | -- | ---------------- |
| 1  | Lars Boom          | Blanco                  | en | 13 h 19 min 08 s |
| 2  | André Greipel      | Lotto-Belisol           | +  | 16 s             |
| 3  | Mark Cavendish     | Omega Pharma-Quick Step |    | 25 s             |
| 4  | Michał Gołaś       | Omega Pharma-Quick Step |    | 26 s             |
| 5  | Maurits Lammertink | Vacansoleil-DCM         |    | 32 s             |
| 6  | Marcel Kittel      | Argos-Shimano           |    | 35 s             |
| 7  | Marcel Sieberg     | Lotto-Belisol           |    | 36 s             |
| 8  | Thomas Dekker      | Garmin-Shap             |    | 43 s             |
| 9  | Jürgen Roelandts   | Lotto-Belisol           |    | 47 s             |
| 10 | Marcel Wyss        | BMC Racing              |    | 1 min 06 s       |

### 5eétape
|    | Coureur             | Équipe                      |    | Temps           |
| -- | ------------------- | --------------------------- | -- | --------------- |
| 1  | Pim Ligthart        | Vacansoleil-DCM             | en | 4 h 04 min 17 s |
| 2  | Sven Vandousselaere | Topsport Vlaanderen-Baloise | +  | m.t             |
| 3  | Brian van Goethem   | Metec-TKH Continental       |    | m.t             |
| 4  | Arno van der Zwet   | Koga                        |    | m.t             |
| 5  | André Greipel       | Lotto-Belisol               |    | m.t             |
| 6  | Kenny van Hummel    | Vacansoleil-DCM             |    | m.t             |
| 7  | Marcel Kittel       | Argos-Shimano               |    | m.t             |
| 8  | Mark Cavendish      | Omega Pharma-Quick Step     |    | m.t             |
| 9  | Viktor Manakov      | RusVelo                     |    | m.t             |
| 10 | Yves Lampaert       | Topsport Vlaanderen-Baloise |    | m.t             |

|    | Coureur            | Équipe                  |    | Temps            |
| -- | ------------------ | ----------------------- | -- | ---------------- |
| 1  | Lars Boom          | Vacansoleil-DCM         | en | 17 h 23 min 25 s |
| 2  | André Greipel      | Lotto-Belisol           | +  | 16 s             |
| 3  | Mark Cavendish     | Omega Pharma-Quick Step |    | 25 s             |
| 4  | Michał Gołaś       | Omega Pharma-Quick Step |    | 26 s             |
| 5  | Maurits Lammertink | Vacansoleil-DCM         |    | 32 s             |
| 6  | Marcel Kittel      | Argos-Shimano           |    | 35 s             |
| 7  | Marcel Sieberg     | Lotto-Belisol           |    | 36 s             |
| 8  | Thomas Dekker      | Garmin-Shap             |    | 43 s             |
| 9  | Jürgen Roelandts   | Lotto-Belisol           |    | 47 s             |
| 10 | Marcel Wyss        | BMC Racing              |    | 1 min 06 s       |

## Classements finals

### Classement général
|    | Cycliste           | Pays | Équipe                  |    | Temps            |
| -- | ------------------ | ---- | ----------------------- | -- | ---------------- |
| 1  | Lars Boom          |      | Blanco                  | en | 17 h 23 min 25 s |
| 2  | André Greipel      |      | Lotto-Belisol           | +  | 16 s             |
| 3  | Mark Cavendish     |      | Omega Pharma-Quick Step |    | 25 s             |
| 4  | Michał Gołaś       |      | Omega Pharma-Quick Step |    | 26 s             |
| 5  | Maurits Lammertink |      | Vacansoleil-DCM         |    | 32 s             |
| 6  | Marcel Kittel      |      | Argos-Shimano           |    | 35 s             |
| 7  | Marcel Sieberg     |      | Lotto-Belisol           |    | 36 s             |
| 8  | Thomas Dekker      |      | Garmin-Shap             |    | 43 s             |
| 9  | Jürgen Roelandts   |      | Lotto-Belisol           |    | 47 s             |
| 10 | Danilo Wyss        |      | BMC Racing              |    | 1 min 06 s       |

### Classements annexes
|   | Cycliste      | Équipe        | Points |
| - | ------------- | ------------- | ------ |
| 1 | André Greipel | Lotto-Belisol | 36     |
| 2 | Marcel Kittel | Argos-Shimano | 33     |
| 3 | Lars Boom     | Blanco        | 32     |

|   | Cycliste           | Équipe          | Points |
| - | ------------------ | --------------- | ------ |
| 1 | Martijn Keizer     | Vacansoleil-DCM | 45     |
| 2 | Sébastien Delfosse | Crelan-Euphony  | 18     |
| 3 | Reinier Honig      | Crelan-Euphony  | 13     |

|   | Cycliste            | Équipe                      | Points |
| - | ------------------- | --------------------------- | ------ |
| 1 | Yves Lampaert       | Topsport Vlaanderen-Baloise | 10     |
| 2 | Steven Lammertink   | Jo Piels                    | 10     |
| 3 | Sven Vandousselaere | Topsport Vlaanderen-Baloise | 4      |

|   | Équipe                  | Pays     |    | Temps            |
| - | ----------------------- | -------- | -- | ---------------- |
| 1 | Omega Pharma-Quick Step | Belgique | en | 52 h 11 min 51 s |
| 2 | Lotto-Belisol           | Belgique | +  | 15 s             |
| 3 | Argos-Shimano           | Pays-Bas |    | 49 s             |

## Évolution des classements
| Étape              | Vainqueur          | Classement général | Classement par points | Classement de la montagne | Classement des sprints | Classement par équipes  |
| ------------------ | ------------------ | ------------------ | --------------------- | ------------------------- | ---------------------- | ----------------------- |
| 1                  | Robert Wagner      | Robert Wagner      | Robert Wagner         | Non décerné               | Non décerné            | Omega Pharma-Quick Step |
| 2                  | Theo Bos           | Robert Wagner      | Robert Wagner         | Rens te Stroet            | Steven Lammertink      | Blanco                  |
| 3                  | Marcel Kittel      | Marcel Kittel      | Marcel Kittel         | Martijn Keizer            | Yves Lampaert          | Omega Pharma-Quick Step |
| 4                  | Lars Boom          | Lars Boom          | Lars Boom             | Martijn Keizer            | Yves Lampaert          | Omega Pharma-Quick Step |
| 5                  | Pim Ligthart       | Lars Boom          | André Greipel         | Martijn Keizer            | Yves Lampaert          | Omega Pharma-Quick Step |
| Classements finals | Classements finals | Lars Boom          | André Greipel         | Martijn Keizer            | Yves Lampaert          | Omega Pharma-Quick Step |

## Liste des participants
| Légende | Légende                                                                                                  | Légende | Légende                                                                                         |
| ------- | --- | ------- | ----------------------------------------------------------------------------------------------- |
| Num     | Dossard de départ porté par le coureur sur ce Ster ZLM Toer                                              | Pos     | Position finale au classement général                                                           |
|         | Indique le vainqueur du classement général                                                               |         | Indique le vainqueur du classement de la montagne                                               |
|         | Indique le vainqueur du classement par points                                                            |         | Indique le vainqueur du classement du meilleur jeune                                            |
| #       | Indique la meilleure équipe                                                                              |         |                                                                                                 |
| NP      | Indique un coureur qui n'a pas pris le départ d'une étape, suivi du numéro de l'étape où il s'est retiré | AB      | Indique un coureur qui n'a pas terminé une étape, suivi du numéro de l'étape où il s'est retiré |
| HD      | Indique un coureur qui a terminé une étape hors des délais, suivi du numéro de l'étape                   | *       | Indique un coureur en lice pour le maillot blanc (coureurs nés après le 1er janvier 1988)       |

| Omega Pharma-Quick Step OPQ | Omega Pharma-Quick Step OPQ | Omega Pharma-Quick Step OPQ |
| --------------------------- | --------------------------- | --------------------------- |
| Num                         | Coureur                     | Pos                         |
| 1                           | Mark Cavendish (GBR)        |                             |
| 2                           | Dries Devenyns (BEL)        |                             |
| 3                           | Andrew Fenn (GBR)           |                             |
| 4                           | Michał Gołaś (POL)          |                             |
| 5                           | Jérôme Pineau (FRA)         |                             |
| 6                           | Matteo Trentin (BEL)        |                             |
| 7                           | Gert Steegmans (ITA)        |                             |
| 8                           | František Raboň (CZE)       |                             |

| BMC Racing BMC | BMC Racing BMC          | BMC Racing BMC |
| -------------- | ----------------------- | -------------- |
| Num            | Coureur                 | Pos            |
| 11             | Alessandro Ballan (ITA) |                |
| 12             | Adam Blythe (GBR)       |                |
| 13             | Yannick Eijssen (BEL)   |                |
| 15             | Sebastian Lander (DEN)  |                |
| 16             | Klaas Lodewyck (BEL)    |                |
| 18             | Danilo Wyss (SUI)       |                |

| Blanco BLA | Blanco BLA          | Blanco BLA |
| ---------- | ------------------- | ---------- |
| Num        | Coureur             | Pos        |
| 21         | Jetse Bol (NED)     |            |
| 22         | Lars Boom (NED)     |            |
| 23         | Theo Bos (NED)      |            |
| 24         | Graeme Brown (AUS)  |            |
| 25         | Rick Flens (NED)    |            |
| 26         | Jack Bobridge (AUS) |            |
| 27         | Jos van Emden (NED) |            |
| 28         | Robert Wagner (GER) |            |

| Saxo-Tinkoff TST | Saxo-Tinkoff TST              | Saxo-Tinkoff TST |
| ---------------- | ----------------------------- | ---------------- |
| Num              | Coureur                       | Pos              |
| 32               | Christopher Juul Jensen (DEN) |                  |
| 33               | Jonas Aaen Jørgensen (DEN)    |                  |
| 34               | Anders Lund (DEN)             |                  |
| 35               | Rory Sutherland (AUS)         |                  |
| 36               | Takashi Miyazawa (JPN)        |                  |
| 37               | Jay McCarthy (AUS)            |                  |

| Argos-Shimano ARG | Argos-Shimano ARG       | Argos-Shimano ARG |
| ----------------- | ----------------------- | ----------------- |
| Num               | Coureur                 | Pos               |
| 41                | Roy Curvers (NED)       |                   |
| 42                | Bert De Backer (BEL)    |                   |
| 43                | Marcel Kittel (GER)     |                   |
| 44                | Tobias Ludvigsson (SWE) |                   |
| 45                | Luka Mezgec (SLO)       |                   |
| 46                | Ramon Sinkeldam (NED)   |                   |
| 47                | Albert Timmer (NED)     |                   |
| 48                | Tom Veelers (NED)       |                   |

| Lotto-Belisol LTB | Lotto-Belisol LTB       | Lotto-Belisol LTB |
| ----------------- | ----------------------- | ----------------- |
| Num               | Coureur                 | Pos               |
| 51                | Lars Ytting Bak (DEN)   |                   |
| 52                | Gert Dockx (BEL)        |                   |
| 53                | André Greipel (GER)     |                   |
| 54                | Adam Hansen (AUS)       |                   |
| 55                | Gregory Henderson (NZL) |                   |
| 56                | Jürgen Roelandts (BEL)  |                   |
| 57                | Marcel Sieberg (GER)    |                   |
| 58                | Frederik Willems (BEL)  |                   |

| Vacansoleil-DCM VCD | Vacansoleil-DCM VCD      | Vacansoleil-DCM VCD |
| ------------------- | ------------------------ | ------------------- |
| Num                 | Coureur                  | Pos                 |
| 61                  | Martijn Keizer (NED)     |                     |
| 62                  | Maurits Lammertink (NED) |                     |
| 63                  | Pim Ligthart (NED)       |                     |
| 64                  | Barry Markus (NED)       |                     |
| 65                  | Wouter Mol (NED)         |                     |
| 66                  | Rob Ruijgh (NED)         |                     |
| 67                  | Kenny van Hummel (NED)   |                     |

| Garmin-Sharp GRS | Garmin-Sharp GRS         | Garmin-Sharp GRS |
| ---------------- | ------------------------ | ---------------- |
| Num              | Coureur                  | Pos              |
| 71               | Thomas Dekker (NED)      |                  |
| 72               | Nathan Haas (AUS)        |                  |
| 73               | Michel Kreder (NED)      |                  |
| 74               | Raymond Kreder (NED)     |                  |
| 75               | Martijn Maaskant (NED)   |                  |
| 76               | Nick Nuyens (BEL)        |                  |
| 77               | Sébastien Rosseler (BEL) |                  |
| 78               | Steele Von Hoff (AUS)    |                  |

| Crelan-Euphony CRE | Crelan-Euphony CRE        | Crelan-Euphony CRE |
| ------------------ | ------------------------- | ------------------ |
| Num                | Coureur                   | Pos                |
| 81                 | Frédéric Amorison (BEL)   |                    |
| 82                 | Sébastien Delfosse (BEL)  |                    |
| 83                 | Jonathan Breyne (BEL)     |                    |
| 84                 | Reinier Honig (NED)       |                    |
| 85                 | Kurt Hovelijnck (BEL)     |                    |
| 86                 | Baptiste Planckaert (BEL) |                    |
| 87                 | Stijn Steels (BEL)        |                    |
| 88                 | Maxime Vantomme (BEL)     |                    |

| NetApp-Endura TNE | NetApp-Endura TNE         | NetApp-Endura TNE |
| ----------------- | ------------------------- | ----------------- |
| Num               | Coureur                   | Pos               |
| 91                | Markus Eichler (GER)      |                   |
| 92                | Blaž Jarc (SLO)           |                   |
| 93                | Roger Kluge (GER)         |                   |
| 94                | Ralf Matzka (GER)         |                   |
| 95                | Jonathan McEvoy (GBR)     |                   |
| 96                | Erick Rowsell (GBR)       |                   |
| 97                | Michael Schwarzmann (GER) |                   |
| 98                | Scott Thwaites (GBR)      |                   |

| Topsport Vlaanderen-Baloise TSV | Topsport Vlaanderen-Baloise TSV | Topsport Vlaanderen-Baloise TSV |
| ------------------------------- | ------------------------------- | ------------------------------- |
| Num                             | Coureur                         | Pos                             |
| 101                             | Pieter Jacobs (BEL)             |                                 |
| 102                             | Yves Lampaert (BEL)             |                                 |
| 103                             | Tom Van Asbroeck (BEL)          |                                 |
| 104                             | Gijs Van Hoecke (BEL)           |                                 |
| 105                             | Michael Van Staeyen (BEL)       |                                 |
| 106                             | Sven Vandousselaere (BEL)       |                                 |
| 107                             | Pieter Vanspeybrouck (BEL)      |                                 |
| 108                             | Zico Waeytens (BEL)             |                                 |

| CCC Polsat Polkowice CCC | CCC Polsat Polkowice CCC | CCC Polsat Polkowice CCC |
| ------------------------ | ------------------------ | ------------------------ |
| Num                      | Coureur                  | Pos                      |
| 111                      | Piotr Gawroński (POL)    |                          |
| 112                      | Tomasz Kiendyś (POL)     |                          |
| 113                      | Adrian Kurek (POL)       |                          |
| 114                      | Jarosław Marycz (POL)    |                          |
| 115                      | Mateusz Nowak (POL)      |                          |
| 116                      | Davide Rebellin (ITA)    |                          |
| 117                      | Grzegorz Stępniak (POL)  |                          |
| 118                      | Mateusz Taciak (POL)     |                          |

| RusVelo RVL | RusVelo RVL               | RusVelo RVL |
| ----------- | ------------------------- | ----------- |
| Num         | Coureur                   | Pos         |
| 121         | Igor Boev (RUS)           |             |
| 122         | Ievgueni Kovalev (RUS)    |             |
| 123         | Ivan Kovalev (RUS)        |             |
| 124         | Roman Maikin (RUS)        |             |
| 125         | Viktor Manakov (RUS)      |             |
| 126         | Sergey Pomoshnikov (RUS)  |             |
| 127         | Alexander Serov (RUS)     |             |
| 128         | Andrey Solomennikov (RUS) |             |

| De Rijke-Shanks RIJ | De Rijke-Shanks RIJ       | De Rijke-Shanks RIJ |
| ------------------- | ------------------------- | ------------------- |
| Num                 | Coureur                   | Pos                 |
| 131                 | Huub Duyn (NED)           |                     |
| 132                 | Dylan Groenewegen (NED)   |                     |
| 133                 | Sjoerd Kouwenhoven (NED)  |                     |
| 134                 | Adrián Palomares (ESP)    |                     |
| 135                 | Christoph Pfingsten (GER) |                     |
| 136                 | Nikolay Trusov (RUS)      |                     |
| 137                 | Ronan van Zandbeek (NED)  |                     |
| 138                 | Coen Vermeltfoort (NED)   |                     |

| Jo Piels CJP | Jo Piels CJP            | Jo Piels CJP |
| ------------ | ----------------------- | ------------ |
| Num          | Coureur                 | Pos          |
| 141          | Johim Ariesen (NED)     |              |
| 142          | Robbert de Greef (NED)  |              |
| 143          | Berden de Vries (NED)   |              |
| 144          | Jasper Hamelink (NED)   |              |
| 145          | Steven Lammertink (NED) |              |
| 146          | Sjors Roosen (NED)      |              |
| 147          | Rens te Stroet (NED)    |              |
| 148          | Tom Vermeer (NED)       |              |

| Koga KOG | Koga KOG                 | Koga KOG |
| -------- | ------------------------ | -------- |
| Num      | Coureur                  | Pos      |
| 151      | Wim Botman (NED)         |          |
| 152      | Robin Chaigneau (NED)    |          |
| 153      | Bouke Kuiper (NED)       |          |
| 154      | Wim Stroetinga (NED)     |          |
| 155      | Jim van den Berg (NED)   |          |
| 156      | Arno van der Zwet (NED)  |          |
| 157      | Bart van Haaren (NED)    |          |
| 158      | Stefan Vreugdenhil (NED) |          |

| Metec-TKH Continental MET | Metec-TKH Continental MET | Metec-TKH Continental MET |
| ------------------------- | ------------------------- | ------------------------- |
| Num                       | Coureur                   | Pos                       |
| 161                       | Jesper Asselman (NED)     |                           |
| 162                       | Jurriën Boster (NED)      |                           |
| 163                       | Luc Hagenaars (NED)       |                           |
| 164                       | Dries Hollanders (NED)    |                           |
| 165                       | Oscar Riesebeek (NED)     |                           |
| 166                       | Brian van Goethem (NED)   |                           |
| 167                       | Remco te Brake (NED)      |                           |
| 168                       | Jeff Vermeulen (NED)      |                           |

| Telenet-Fidea FID | Telenet-Fidea FID      | Telenet-Fidea FID |
| ----------------- | ---------------------- | ----------------- |
| Num               | Coureur                | Pos               |
| 171               | Joeri Adams (BEL)      |                   |
| 172               | Thijs Al (NED)         |                   |
| 173               | Arnaud Jouffroy (FRA)  |                   |
| 174               | Tom Meeusen (BEL)      |                   |
| 175               | Rob Peeters (BEL)      |                   |
| 176               | Daan Soete (BEL)       |                   |
| 177               | Corné van Kessel (NED) |                   |
| 178               | Bart Wellens (BEL)     |                   |